# Aloeides carolynnae
Aloeides carolynnae är en fjärilsart som beskrevs av Pringle. Aloeides carolynnae ingår i släktet Aloeides och familjen juvelvingar. IUCN kategoriserar arten globalt som sårbar. Inga underarter finns listade i Catalogue of Life.